# Operação Vagô

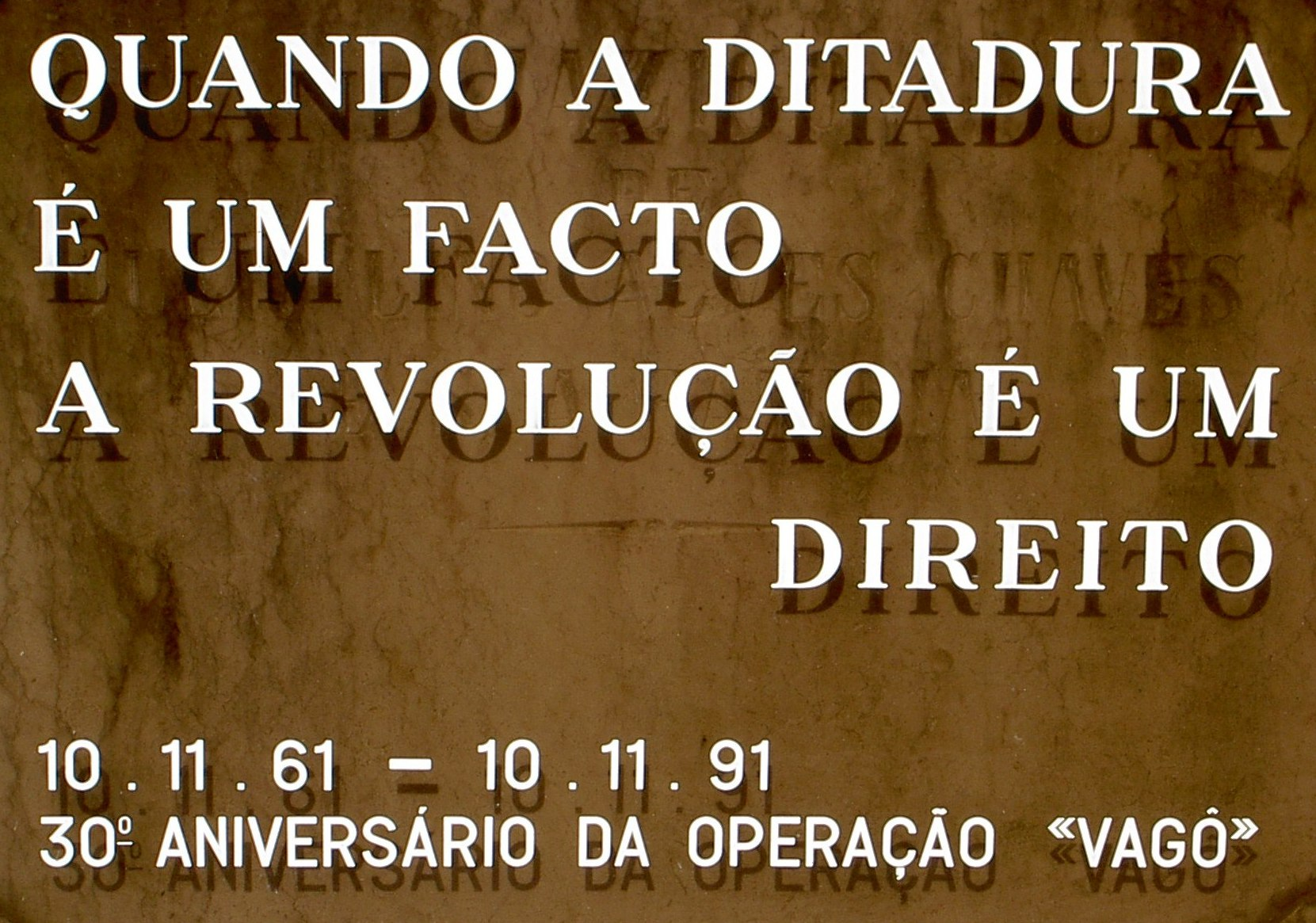
Operação Vagô: memorial comemorativo no Cemitério dos Prazeres, Lisboa.

A denominada Operação Vagô foi uma ação de luta contra a ditadura de António de Oliveira Salazar, em Portugal. Teve lugar em 10 de novembro de 1961 e envolveu o desvio de uma aeronave da TAP em voo entre Casablanca e Lisboa, constituindo-se num dos primeiros desvios de um voo comercial de que há registo no mundo.

## História
O ano de 1961 fora até então marcado por uma série de ações de luta contra o regime:
- Em janeiro, o sequestro do N/T Santa Maria atraiu a atenção internacional; e
- em abril, durante a chamada "Abrilada de 1961",[1] o ministro da Defesa Nacional, Júlio Carlos Alves Dias Botelho Moniz (1900-1970), exigira a demissão do chefe do Governo, numa tentativa frustrada de golpe.

Desde 10 de outubro de 1961 (um mês antes), o Ministério dos Negócios Estrangeiros recebera a informação de que a Embaixada de Portugal em Rabat alertara que elementos ligados a Henrique Galvão preparavam, para o dia 13 daquele mesmo mês, um assalto a uma aeronave da TAP em Casablanca ou em Tânger. A informação havia sido prontamente transmitida à PIDE e ao então diretor da TAP, que imediatamente encarregou o comandante José Sequeira Marcelino de tomar as medidas de defesa julgadas apropriadas, em colaboração com a polícia internacional e a Força Aérea Portuguesa.
Deste modo, a tripulação do voo daquela data foi reforçada, transportando a aeronave que descolou de Lisboa rumo ao Marrocos, com escalas nas cidades de Tânger e Casablanca, paraquedistas armados, sentados junto à porta de acesso à cabine de comando do avião. Foram ainda armados todos os elementos que constituíam a tripulação, num claro atentado às normas internacionais de segurança então vigentes.
A ação teria lugar a 10 de novembro, quando a aeronave da mesma linha sobrevoou Lisboa, Barreiro, Setúbal, Beja e Faro, lançando milhares de panfletos contra o regime salazarista, e retornando incólume a Casablanca.

## Adaptação no Cinema
Em 2013, foi adaptado numa curta-metragem intitulada "Vagô" e contou com a participação dos atores Francisco Areosa, Diana Costa e Silva, Pedro Cunha, Yana Vacula, Peter Michael, Lourenço Seruya, Isac Graça, Rui Macedo e Susana Gomes.